# Contec Foods
Contec Foods este o companie producătoare de conserve de legume și fructe din România.
Portofoliul de produse al Contec Foods include trei categorii: pastă de tomate și produse derivate din roșii, murături și produse dulci (gemuri și compoturi).
Compania este deținută de doi oameni de afaceri, Aifun Suliman, român de naționalitate turcă, și Levent Atin, de origine turcă.
Cei doi dețin și compania Marathon Distribution.
În anul 2004 compania a achiziționat fabrica de conserve din Tecuci, în urma unei licitații organizate de AVAB, pentru un milion de dolari.
Fabrica din Tecuci era cea mai mare din România înainte de 1989, fiind și principalul exportator de legume și fructe.
Cifra de afaceri în 2005: 11,3 milioane euro